# Alex ochracea
Alex ochracea é uma espécie de inseto do gênero Alex, pertencente à família Formicidae.